# Liliacul cu cap de ciocan
Liliacul cu cap de ciocan (Hypsignathus monstrosus) este un liliac frugivor din familia Pteropodidae care trăiește în Africa și este gazda naturală a virusului Ebola.

## Descrierea
Este cel mai mare liliac frugivor din Africa. Lungimea cap + trunchi 20 cm; lungimea antebrațului 11,8-13,7 cm; anvergura aripilor 90 cm. 
Acest liliac are cel mai pronunțat dimorfism sexual printre chiroptere. Masculii au o lungime de doua ori mai mari față de cea a femelei. Ei au o greutate de 420 g, în timp ce femelele 234 g. 
Blana este cenușiu-brună cu abdomenul mai deschis. Femelele au o față de vulpe și se aseamănă cu Epomophorus. Masculii au o înfățișare deosebită, probabil ca rezultat al unei forme de selecție sexuală numită "alegerea femelei." Craniul este alungit asemănător cu un ciocan. Botul este mare și lărgit în partea din față și acoperit cu saci bucali mari, care servesc ca o cameră de rezonanță. Au un laringe lărgit care umple o mare parte din cavitatea toracică și le permite să scoată un orăcăit puternic ca de broască. Buzele mari extensibile formează un "megafon". 

## Răspândirea
Africa de Vest și Africa Centrală.
A fost găsit în următoarele țări: Angola; Benin; Burkina Faso; Camerun; Republica Centrafricană; Republica Congo; Republica Democrată Congo; Coasta de Fildeș; Guineea Ecuatorială; Etiopia; Gabon; Ghana; Guineea; Guineea-Bissau; Kenya; Liberia; Nigeria; Sierra Leone; Sudanul de Sud; Togo; Uganda.

## Habitatul
Trăiesc în primul rând în pădurea tropicală umedă. De asemenea în mlaștini, mangrove și păduri-galerii.

## Comportamentul
Lilieci cu cap de ciocan sunt una dintre puținele vertebrate care utilizează teritoriile nupțiale pentru împerechere. Masculii se adună de două ori pe an pe teritoriile nupțiale și se luptă pentru ele. Pe teritoriile nupțiale se adună 25-130 masculi. 
Când femelele sosesc masculii încep o paradă nupțială scoțând țipete ca de claxon și bătând din aripi. Femelele își aleg masculii cu care doresc să se împerecheze. 79% din împerecheri sunt efectuate cu numai 6% dintre masculi în sezonul de reproducere. 

## Hrana
Masculii consumă smochine, femelele și puii consuma fructe moi. S-a sugerat că masculii consuma smochinele, care sunt mai nutritive, deoarece au nevoie de energie suplimentară pentru parada nupțială. 

## Reproducerea
Sunt poligame. Au două sezoane de reproducere, iunie-august și decembrie-ianuarie. Obișnuit nasc un singur pui. Femelele ating maturitatea sexuală  la 6 luni de la naștere, iar masculii la 18 luni. 

## Starea de conservare
Nu este o specie amenințată. 

## Importanța
Este consumat de localnici. 
Este unul dintre cele trei specii de lilieci frugivori din Africa infectați asimptomatic cu virusul Ebola.